# كيفن بروكس
كيفن بروكس (15 أكتوبر 1959 - )  (بالإنجليزية: Kevin Brooks)‏ هو لاعب كريكت بريطاني.